# Podróże po amplitudzie
Podróże po amplitudzie – pierwszy solowy album polskiego rapera i producenta o pseudonimie Rahim. Ukazał się 5 marca 2010 nakładem wytwórni MaxFloRec. W utworze "Wiersz" wykorzystano fragmenty "Dziadów" Adama Mickiewicza. W ramach promocji do utworów "Sekunda", "Darkside" i "Fejm" zostały zrealizowane teledyski.
W sierpniu 2023 nagrania uzyskały certyfikat złotej płyty.

## Lista utworów
Opracowano na podstawie materiału źródłowego.
| #  | Tytuł                                         | Producent | Czas |
| -- | --------------------------------------------- | --------- | ---- |
| 1  | "Podróże"                                     | Ńemy      | 2:19 |
| 2  | "Sekunda"                                     | Vixen     | 2:37 |
| 3  | "Kawałek" (gościnnie: Majkel, Bu)             | Ńemy      | 4:00 |
| 4  | "Dzisiaj" (gościnnie: Minix)                  | Stahu     | 3:18 |
| 5  | "Darkside"                                    | Di.N.O    | 3:57 |
| 6  | "Fejm" (gościnnie: Abradab, Grubson)          | Stahu     | 4:09 |
| 7  | "Napinka"                                     | Vixen     | 3:27 |
| 8  | "Kropeczka" (gościnnie: Fokus, Śliwka Tuitam) | Vixen     | 3:37 |
| 9  | "Ciii"                                        | Di.N.O    | 3:44 |
| 10 | "Pasażer"                                     | Mti       | 3:34 |
| 11 | "Zachęta" (gościnnie: Ńemy)                   | Ńemy      | 3:30 |
| 12 | "Wiersz"                                      | Grafit    | 3:22 |
| 13 | "Padrone"                                     | Stahu     | 4:12 |
| 14 | "Można?" (gościnnie: Lilu, Grafit)            | Ńemy      | 5:29 |
| 15 | "Dinozaury"                                   | $.K.W.    | 3:35 |
| 16 | "M-ów" (gościnnie: Fokus, Puq)                | Vixen     | 3:40 |
| 17 | "Taniec" (gościnnie: Emilia)                  | Grafit    | 2:56 |

Singel
| Podróże po amplitudzie |
| --- |
| 1. "Fejm" (produkcja: Stahu, gościnnie Grubson, Abradab) - 4:09 2. "Darkside" (produkcja: Di.N.O) - 3:57 3. "Pasażer" (produkcja: Mti) - 3:34 |

## Twórcy
Opracowano na podstawie materiału źródłowego.

- Rahim - teksty, producent wykonawczy
- Fokus - teksty
- Abradab - teksty
- Grubson - teksty
- Lilu - teksty
- Emilia - teksty
- Grafit - teksty, muzyka w utworach "Wiersz" i "Taniec", realizacja nagrań
- Ńemy - teksty, muzyka w utworach "Podróże", "Kawałek", "Zachęta" i "Można?"
- Puq - teksty
- Śliwka Tuitam - teksty
- Piotr Cieśliński - projekt okładki i ilustracje
- Vixen - muzyka w utworach "Sekunda", "Napinka", "Kropeczka" i "M-ów"
- Stahu - muzyka w utworach "Dzisiaj", "Fejm" i "Padrone"
- Di.N.O - muzyka w utworach "Darkside" i "Ciii"
- Mti - muzyka w utworze "Pasażer"
- $.K.W. - muzyka w utworze "Dinozaury"
- Minix - chórki w utworze "Dzisiaj"
- Olga Kwiatek - skrzypce w utworach "Darkside" i "Padrone"
- Robert Cichy - gitara w utworze "Podróże"
- DJ Bambus - skrecze w utworze "Dzisiaj"
- Snobe - miks
- Marcin Cichy - mastering